# عصابية

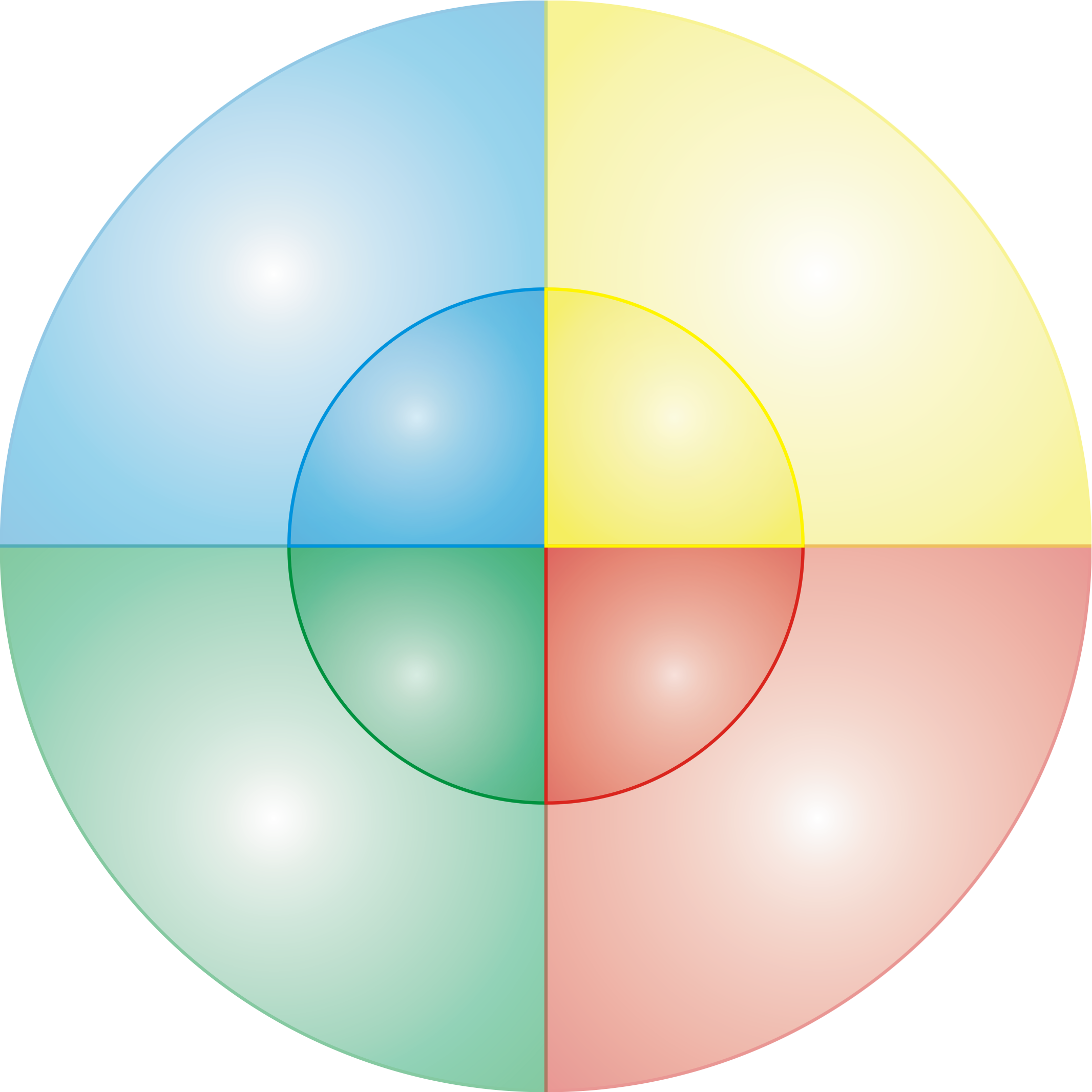

العُصابِيَّة (بالإنجليزية: Neuroticism)‏ هي واحدة من أهم خمس صفات شخصية في دراسة علم النفس  ويكون الأفراد الذين يسجلون درجات عالية من العصابية أكثر عرضة من المعتاد لتقلب المزاج الشخصيه العصاب هو أصل الشخصيه العصابيه وتتسم الشخصيه العصابيه بعدد من الخصائص اهمها عدم النضج وعدم الكفايه والضعف وعدم تحمل الضغط وبخس الذات والخوف والقلق والتوتر والتهيجيه والإعياء والتمركز حول الذات والانانيه وضعف الثقه بالذات واضطراب العلاقات الاجتماعيه والجمود ونقص البصيره ووجود مشكلات متعدده وعدم الرضا وعدم السعاده والحساسيه النفسيه  ويواجهون مشاعر مثل: القلق والهم والخوف والغضب والإحباط والحسد والغيرة والشعور بالذنب والمزاج المكتئب والشعور بالوحدة. يستجيب الأشخاص الذين يعانون من العصابي بشكل أسوأ للضغوطات ويميلون أكثر إلى تفسير المواقف البسيطة على أنها تهديدات والإحباطات الطفيفة على أنها صعبة وميؤوس منها وغالبًا ما يكونون خجولين، وقد يواجهون صعوبة في التحكم برغباتهم وتأجيل إرضائهم.
(اسباب العصاب:)
ان الأسباب الوراثيه نادره وليس هنالك دور للعوامل العصبيه أو السميه واهم مافي العصاب ان كل انماطه نفسيه المنشأ وتلعب البيئه دوراً هاماً ومن أهم اسباب العصاب:
١ مشكلات الحياة منذ الطفوله وعبر المراهقه وأثناء الرشد وحتى الشيخوخه وخاصه المشكلات والصدمات التي تعمقت جذورها منذ الطفوله المبكره بسبب اضطراب العلاقات بين الوالدين والطفل والحرمان والخوف والعدوان وعدم حل المشكلات حيث ان الحل العصابي لهذه المشكلان حل خاطئ وأسلوب توافقي فاشل 
٢ الصراع بين الدوافع الشعوريه واللاشعوريه أو بين الرغبات والحاجات المتعارضه والاحباط والكبت والتوتر الداخلي 
٣ ضعف دفاعات الشخصيه ضد الصراعات المختلفه يلعب دوراً هاماً في حدوث العصاب 
٤ وتؤدي البيئه المنزليه العصابيه والعدوى النفسيه الى العصاب
٥ ان الحساسيه الزائده تجعل الفرد أكثر قابيله للعصاب 
يتعرض الأشخاص ذوي المؤشرات العصابية العالية لخطر تطور والإصابة ببداية الاضطرابات العقلية الشائعة، مثل: اضطرابات المزاج واضطرابات القلق واضطراب تعاطي المخدرات، وكانت أعراضه تُسمى بالعصاب.

## اضطرابات المزاج
الاضطرابات المرتبطة بالعصابية العالية وتتضمن اضطرابات المزاج، مثل: الاكتئاب واضطراب ثنائي القطب واضطرابات القلق واضطرابات الاكل والفصام واضطراب فصامي عاطفي واضطراب الهوية التفارقي والتوهم المرضي وغالبا ما تكون اضطرابات المزاج لها ارتباط أكبر مع العصابية من معظم الاضطرابات الأخرى.
ولقد وضحت الدراسات الخمس الكبرى أن الذين يعانون من العصابية المرتفعة من الأطفال والمراهقين وتكون أعراضها عباره عن «قلق وضعف وتوتر ومن السهل إخافتهم و» التعرض للانهيار«تحت الضغط وعرضة للشعور بالذنب وتقلب المزاج وانخفاض قدرة التحمل والخوف من الارتباط مع الأخرين». والتي تشمل كلا من الصفات المتعلقة بانتشار المشاعر السلبية وكذلك الاستجابة لهذه المشاعر السلبية. كذلك كما وجد أن العصابية عند البالغين مرتبطة بتكرار المشاكل الذاتية.
يمكن أن تختلف هذه الروابط مع الثقافة: على سبيل المثال، وجد آدامز أنه من بين الفتيات المراهقات من الطبقة المتوسطة من المجتمع، أن العصابية مرتبطة باضطرابات الأكل وقطع الجلد، ولكن بين الفتيات المراهقات الغنيات، ارتبطت العصابية العالية بالتفكير السحري والخوف الشديد من الأعداء.

## اضطرابات الشخصية
في عام 2004 حاول تحليل تلوي تحليل اضطرابات الشخصية في نظرية عناصر الشخصية الخمسة وفشلت في العثور على تمييزات ذات معنى؛ فقد وجد أن العصابية العالية مرتبطة بالعديد من اضطرابات الشخصية.